# Fundación X.Org

El logo «swoosh» de X.Org.

La Fundación X.Org (X.Org Foundation) es la organización que controla el desarrollo del X Window System. Fue fundada el 22 de enero de 2004. Su sede está ubicada en Delaware (EE. UU.). Cuenta con estatus de organización científica sin ánimo de lucro.
La actual fundación X.Org surgió de la unión de exdesarrolladores de XFree86. La creación de esta Fundación marcó un cambio radical en el desarrollo del X Window System. Mientras la administración de las Xs desde 1988 había estado en manos de las organizaciones distribuidoras, la Fundación está dirigida por desarrolladores de software que practican el modelo de desarrollo comunitario «bazar», basado en la Filosofía del software libre.
El X.Org Server es la implementación de referencia de las X y es comúnmente usada en Linux y UNIX; es la tecnología subyacente fundamental para los entornos de escritorio GNOME KDE y Xfce, incluyendo al antiguo CDE. Las aplicaciones escritas para cualquiera de esos entornos pueden usarse simultáneamente.

## Composición de la junta directiva
En diciembre de 2006, la junta directiva estaba formada por:
- Stuart Anderson (Anteriormente en Free Standards Group, actualmente Linux Foundation).
- Egbert Eich (SUSE/Novell).
- Stuart Kreitman (Sun Microsystems).
- Kevin Martin (Red Hat).
- Bart Massey (Portland State University).
- Jim McQuillan (Linux Terminal Server Project).
- Keith Packard (Intel Corporation).
- Daniel Stone (Nokia).